# Colotis evagore
Colotis evagore là một loài bướm thuộc họ Pieridae. Nó được tìm thấy ở những khu vực khô của vùng nhiệt đới châu Phi, bắc châu Phi, miền nam Tây Ban Nha, và tây nam Ả Rập.
Sải cánh dài 28–35 mm ở con đực và 28–38 mm ở con cái. Con trưởng thành bay từ tháng 2 đến tháng 8 tùy theo dải phân bố.
Ấu trùng ăn Maerua, Capparis và Cadaba species.

## Phụ loài
Loài này gồm các phụ loài sau:
- Colotis evagore evagore Klug, 1829 – Small Orange Tip
- Colotis evagore nouna Lucas, 1849
- Colotis evagore antigone Boisduval, 1836
- Colotis evagore niveus Butler, 1881

## Hình ảnh

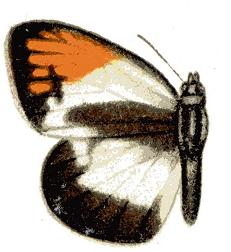
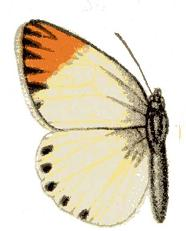
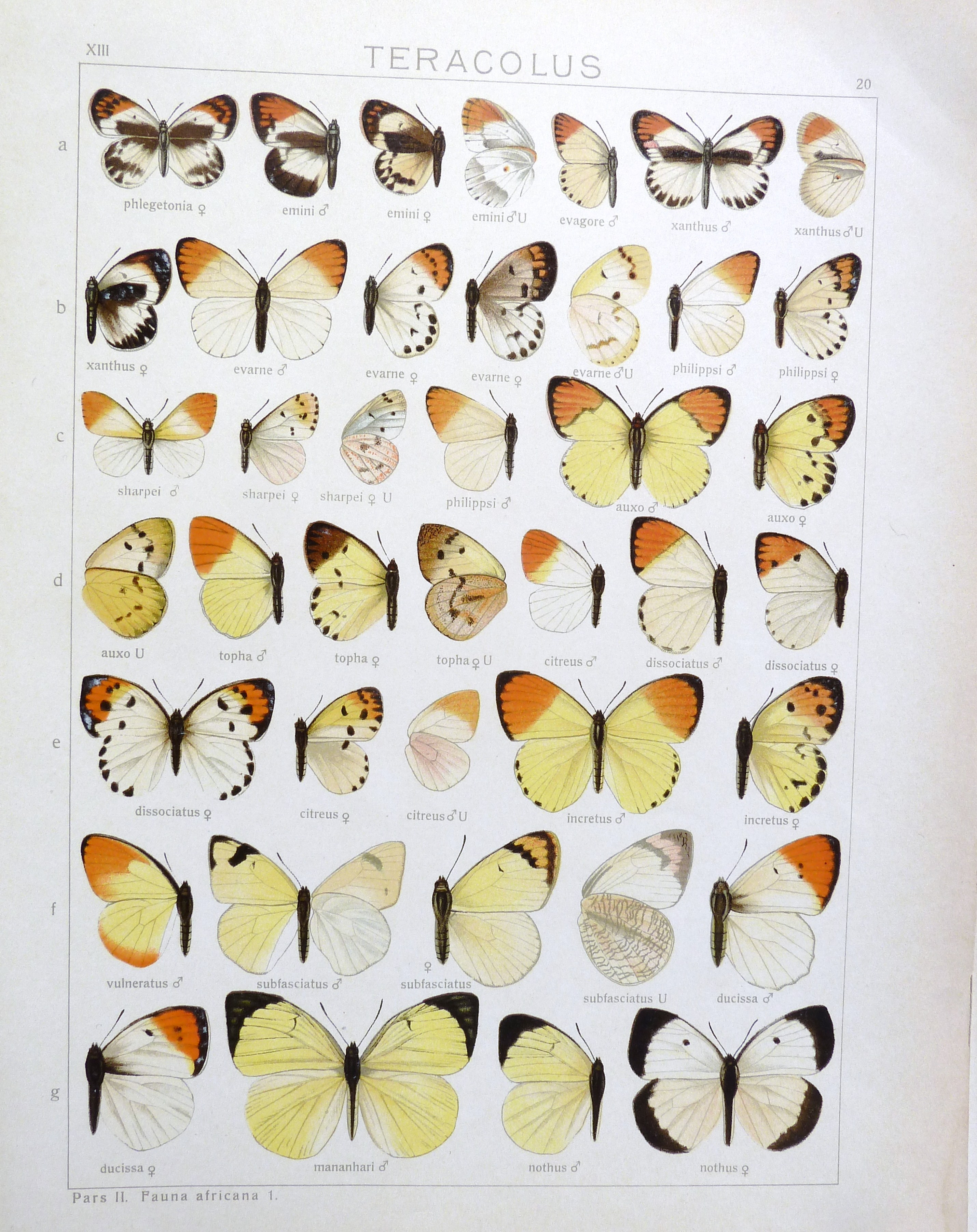
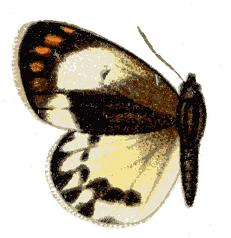